# Launch Complex 47
| Launch Complex 47 | Launch Complex 47           |
| ----------------- | --------------------------- |
| Koordinaten       | 28° 32′ 56″ N, 80° 34′ 4″ W |
| Betreiber         | U.S. Space Force NASA       |
| Launch Pads       | 1                           |
| Raketen           | Loki, Rocketsonde           |
| Erster Start      | 12. März 1984               |
| Letzter Start     | 22. September 2008          |
| Starts insgesamt  | 531                         |
| Status            | inaktiv                     |
| CCAFS             |                             |

Der Launch Complex 47 (LC-47) ist ein inaktiver Startkomplex für Höhenforschungsraketen der Cape Canaveral Space Force Station (ehemals CCAFS) auf Merritt Island, Cape Canaveral in Florida, USA.
Die Startrampe wurde seit 1984 für Höhenforschungsraketen genutzt, da LC-43 (der bisher hierfür diente) für den Bau von LC-46 weichen musste. Bis 2008 wurden hier über 500 Höhenforschungsraketen gestartet.